# Associazione Sportiva Bari 1952-1953
Questa voce raccoglie le informazioni riguardanti l'Associazione Sportiva Bari nelle competizioni ufficiali della stagione 1952-1953.

## Stagione
Per la nuova stagione, la prima nella storia del Bari nel quarto livello del Calcio italiano, il dottor Lonero ottiene dall'assessore comunale allo sport Tarsia Incuria, i necessari sovvenzionamenti, e dopo non molti giorni, a ferragosto, annuncia la rosa per la stagione 1952-1953. Sono stati ceduti Bretti, Orlando (non tornerà più nel Bari) e Sabbatini, assieme a diversi componenti della stagione precedente, mentre degli acquisti oltre ad alcuni giovani delle serie minori, la metà, contando anche il mercato suppletivo, sono veterani del Bologna, fra cui Vanz campione d'Italia nel 1940-1941. Solo per gli acquisti sono stati spesi complessivamente poco più di 20 milioni di lire, mentre il nuovo allenatore Raffaele Sansone, anch'egli proveniente dal Bologna, ottiene un ingaggio-premio di 2 milioni, cifra altissima per quel periodo. Lo storico del Bari Gianni Antonucci ammonisce che i nuovi elementi della rosa non furono valutati abbastanza attentamente, e molti di essi non erano abituati alle problematiche dei terreni delle serie minori.
Dopo un'iniziale serie positiva di cinque giornate, con vittoria nel solo 2º turno sul campo del Trani (2-3), i galletti subiscono un testacoda fra 6ª e 8ª giornata, perdendo fuori casa il derby con il Brindisi (2-1) e l'incontro con il Campobasso (1-0), e vincendo fra le mura amiche con la Casertana (2-0). Le restanti sette partite del girone d'andata registrano per i biancorossi una sconfitta, nel 13º turno (2-1 sul campo del Manduria), quattro vittorie e due pareggi; gli uomini di Sansone concludono quindi il girone d'andata al terzo posto, con 18 punti assieme a Terracina e Trani, e a due lunghezze dal capolista Colleferro. Secondo il Frosinone, a 19 punti.
Il girone di ritorno del Bari è, in cifre, molto simile all'andata: perse 21ª e 22ª giornata, ancora contro il Brindisi e a Caserta, e successivamente cinque vittorie consecutive che valgono il primato in classifica al termine della 26ª giornata, a 33 punti, due di distacco dall'Avellino secondo. L'ultimo mese di campionato è del tutto improduttivo per i galletti, che infilano quattro sconfitte; raggiunti in testa alla classifica dallo stesso Avellino al termine del 27º turno, dopo il penultimo turno constatano la loro matematica permanenza in IV Serie.
La penultima giornata fu giocata dal Bari in casa contro il Chieti e condotta, a detta di Pietro De Giosa della Gazzetta del Mezzogiorno, in maniera poco organizzata e chiara dai padroni di casa, seppure per gran parte in attacco; terminò con 20 minuti d'anticipo per decisione dell'arbitro Natalini (decisione esagerata, sempre secondo il De Giosa), per veementi proteste del pubblico locale con lancio di alcuni pezzi di tufo sulla pista d'atletica, tre minuti dopo un dubbio rigore trasformato nel definitivo 0-2 dal teatino Esposito. Il rigore fu causato da un inutile fallo di mani, pare al limite dell'area, del difensore barese Chiricallo I, che l'arbitro sanzionò senza indugi con un penalty. Il pubblico barese manifestò il suo forte sdegno anche per decisioni arbitrali nei due precedenti confronti: con il Latina la settimana precedente, i pugliesi avrebbero subito un ingiusto rigore nei minuti finali, e con il Colleferro non avrebbero beneficiato di due o tre medesime punizioni.
I biancorossi chiudono la stagione al sesto posto, in coabitazione con il Terracina e a quattro lunghezze dalla coppia di testa Colleferro e Avellino.

## Divise
Le divise per la stagione '52-'53 sono state le seguenti:
| Prima divisa | Seconda divisa | Alternativa |

## Organigramma societario[7]
Area direttiva
- Commissario straordinario: avv. Francesco Saverio Lonero.
- Accompagnatore: commendator Angelo Albanese.

Area tecnica
- Allenatore: Raffaele Sansone
- Allenatore in seconda: Paolo Szalay

## Rosa
| N. |                   | Ruolo | Calciatore              |
| -- | ----------------- | ----- | ----------------------- |
|    | Italia (bandiera) | P     | Enzo Riccini            |
|    | Italia (bandiera) | P     | Glauco Vanz             |
|    | Italia (bandiera) | D     | Giovanni Chiricallo (I) |
|    | Italia (bandiera) | D     | Giovannini              |
|    | Italia (bandiera) | D     | Ermes Medici            |
|    | Italia (bandiera) | D     | Fulvio Pieroni          |
|    | Italia (bandiera) | C     | Ferruccio Achilli       |
|    | Italia (bandiera) | C     | Enzo Benetti            |
|    | Italia (bandiera) | C     | Alberto Bonaretti       |
|    | Italia (bandiera) | C     | Marino Brenco           |
|    | Italia (bandiera) | C     | Luigi Cingolani         |

| N. |                     | Ruolo | Calciatore             |
| -- | ------------------- | ----- | ---------------------- |
|    | Italia (bandiera)   | C     | Guido Citarelli        |
|    | Italia (bandiera)   | C     | Dino Di Carlo          |
|    | Italia (bandiera)   | C     | Luciano Soldat         |
|    | Italia (bandiera)   | A     | Laerte Brandolini      |
|    | Italia (bandiera)   | A     | Antonio Cancellieri    |
|    | Italia (bandiera)   | A     | Nicola Chiricallo (II) |
|    | Italia (bandiera)   | A     | Livio Filiput          |
|    | Italia (bandiera)   | A     | Gaetano Gaeta          |
|    | Italia (bandiera)   | A     | Angelo Maccagni        |
|    | Ungheria (bandiera) | A     | Mihály Vörös           |

## Calciomercato

### Sessione estiva[2]
| Arrivi | Arrivi              | Arrivi         | Arrivi     |
| R.     | Nome                | da             | Modalità   |
| ------ | ------------------- | -------------- | ---------- |
| P      | Enzo Riccini        | ?              | definitivo |
| P      | Glauco Vanz         | Bologna        | definitivo |
| D      | Giovannini          | Albatrastevere | definitivo |
| D      | Fulvio Pieroni      | Formia         | definitivo |
| C      | Enzo Benetti        | Bologna        | prestito   |
| C      | Luigi Cingolani     | Bologna        | definitivo |
| C      | Guido Citarelli     | Foggia         | definitivo |
| C      | Dino Di Carlo       | Lazio          | prestito   |
| A      | Laerte Brandolini   | Bologna        | prestito   |
| A      | Antonio Cancellieri | Albatrastevere | definitivo |
| A      | Livio Filiput       | Bologna        | definitivo |

| Partenze | Partenze                | Partenze       | Partenze   |
| R.       | Nome                    | a              | Modalità   |
| -------- | ----------------------- | -------------- | ---------- |
| P        | Mario Grandi            | Pisa           | definitivo |
| D        | Alvaro Bruni            | Avellino       | definitivo |
| D        | Umberto Galetti         | ?              | definitivo |
| C        | Giovanni Mongelli       | Trani          | definitivo |
| C        | Elio Canonico           | Pisa           | definitivo |
| C        | Guerrino Carraro        | ?              | definitivo |
| C        | Luciano Filippelli      | Pisa           | definitivo |
| C        | Angelo Lo Vecchio Musti | Avellino       | prestito   |
| C        | Franco Meneghetti       | -              | svincolato |
| C        | Vincenzo Orlando        | Foggia         | definitivo |
| C        | Vinicio Sabbatini       | Pisa           | definitivo |
| C        | Giuseppe Santamato      | Foggia         | definitivo |
| A        | Luigi Bretti            | Arsenaltaranto | definitivo |
| A        | Ettore Trevisan         | Piacenza       | definitivo |

### Sessione autunnale (Novembre)[10]
| Arrivi | Arrivi            | Arrivi  | Arrivi   |
| R.     | Nome              | da      | Modalità |
| ------ | ----------------- | ------- | -------- |
| C      | Alberto Bonaretti | Bologna | prestito |

## Statistiche

### Statistiche di squadra
| Competizione | Punti | In casa | In casa | In casa | In casa | In casa | In casa | In trasferta | In trasferta | In trasferta | In trasferta | In trasferta | In trasferta | Totale | Totale | Totale | Totale | Totale | Totale | D.R. |
| Competizione | Punti | G       | V       | N       | P       | Gf      | Gs      | G            | V            | N            | P            | Gf           | Gs           | G      | V      | N      | P      | Gf     | Gs     | D.R. |
| ------------ | ----- | ------- | ------- | ------- | ------- | ------- | ------- | ------------ | ------------ | ------------ | ------------ | ------------ | ------------ | ------ | ------ | ------ | ------ | ------ | ------ | ---- |
| Campionato   | 33    | 15      | 9       | 4       | 2       | 26      | 7       | 15           | 3            | 5            | 7            | 18           | 22           | 30     | 12     | 9      | 9      | 44     | 29     | +15  |

### Statistiche dei giocatori
| Giocatore      | IV Serie | IV Serie |
| Giocatore      | Presenze | Reti     |
| -------------- | -------- | -------- |
| F. Achilli     | 23       | 5        |
| E. Benetti     | 19       | 1        |
| A. Bonaretti   | 16       | 6        |
| L. Brandolini  | 12       | 4        |
| M. Brenco      | 11       | 1        |
| A. Cancellieri | 19       | 3        |
| G. Chiricallo  | 23       | 0        |
| N. Chiricallo  | 26       | 5        |
| L. Cingolani   | 4        | 0        |
| G. Citarelli   | 22       | 0        |
| Di Carlo       | 0        | -        |
| L. Filiput     | 29       | 8        |
| G. Gaeta       | 6        | 2        |
| Giovannini     | 17       | 1        |
| A. Maccagni    | 16       | 1        |
| E. Medici      | 29       | 0        |
| F. Pieroni     | 0        | -        |
| E. Riccini     | 11       | -?       |
| L. Soldat      | 0        | -        |
| G. Vanz        | 18       | -?       |
| M. Voros       | 24       | 6        |